# Marzanna Uździcka
Marzanna Irena Uździcka – polska językoznawczyni, dr hab. nauk humanistycznych, profesor nadzwyczajny i dyrektor Instytutu Filologii Polskiej Wydziału Humanistycznego Uniwersytetu Zielonogórskiego.

## Życiorys
8 czerwca 1993 obroniła pracę doktorską Tytuł utworu literackiego. Studium lingwistyczne, 3 czerwca 2011 habilitowała się na podstawie pracy zatytułowanej Studium kształtowania się kompetencji językowej agronoma. Analiza genologiczna, pragmatycznego i leksykalna „Wykładów” Władysława Majewskiego z lat 1848–1850. Otrzymała nominację profesorską.
Piastuje funkcję profesora nadzwyczajnego, oraz dyrektora w Instytucie Filologii Polskiej na  Wydziale Humanistycznym Uniwersytetu Zielonogórskiego.